# Kayaköy (Muğla)
Kayaköy (in greco Λεβισσι, Levissi) è un villaggio situato circa 8 km a sud di Fethiye nel sud-ovest della Turchia. Fino al 1923 era abitato da cristiani ortodossi di lingua greca.
 Oggi è una città fantasma adibita a museo all'aperto, dove si possono visitare le chiese e centinaia di case abbandonate. La popolazione attuale è concentrata ai piedi del colle dove sorge il vecchio centro in rovina.

## Storia
Kayaköy fu costruita sulle rovine dell'antica città di Karmylassos (Καρμυλλησός) nel XVIII secolo. Quando Fethiye (allora chiamata Makri) fu distrutta da un grande incendio nel 1885 e da un terremoto nel 1856 la popolazione si spostò a Kayaköy. Dopo la guerra greco-turca e il susseguente trattato di Losanna, Kayaköy fu abbandonata dalla popolazione di origine greca che dovette trasferirsi forzatamente in Grecia. I turchi che tornavano in patria dalla Grecia preferirono vivere ai piedi della collina per coltivare il terreno più pianeggiante.
Nel 1900 ci abitavano circa 2.000 - 3.000 persone, la maggioranza di loro cristiani ortodossi. A parte qualche venditore di souvenir, adesso non ci abita più quasi nessuno. Ultimamente alcune case sono state ristrutturate e vengono abitate nuovamente.
Kayaköy è ora un museo all'aperto, sono rimaste circa 500 rovine di case e due chiese ortodosse che si possono visitare. Nella città si trova un museo privato e una sorgente del XVII secolo. L'UNESCO ha dichiarato Kayaköy un World Friendship and Peace Village, un villaggio dell'amicizia e della pace nel mondo.